# Київська пектораль (1993)
1-ша церемонія вручення нагород театральної премії «Київська пектораль»

27 березня 1993 року
 >> Церемонії вручення 2-га >
1-ша церемонія нагородження премії «Київська пектораль» за заслуги в галузі театрального мистецтва за 1991/1992  роки відбулась 27 березня 1993 року в приміщенні Національно драматичного театру імені Івана Франка.

### Основні категорії
| Категорії                                       | Лауреати та номінанти | Лауреати та номінанти | Лауреати та номінанти |
| ----------------------------------------------- | --- | --- | --- |
| Найкраща драматична вистава                     | ★ «Дама без камелій» (режисер Роман Віктюк, Національний академічний театр російської драми імені Лесі Українки)                               | ★ «Дама без камелій» (режисер Роман Віктюк, Національний академічний театр російської драми імені Лесі Українки)                                        | ★ «Дама без камелій» (режисер Роман Віктюк, Національний академічний театр російської драми імені Лесі Українки)                                        |
| Найкраща драматична вистава                     | ★ «Кандід» (реж. Володимир Петров, Національний академічний театр російської драми імені Лесі Українки)                                        | | |
| Найкраща драматична вистава                     | • «І сказав Б...» (реж. Валерій Більченко, Київський національний академічний Молодий театр)                                                   | | |
| Найкраща режисерська робота                     | | ★ Валерій Більченко — «І сказав Б...». Київський національний академічний Молодий театр                                                                 | ★ Валерій Більченко — «І сказав Б...». Київський національний академічний Молодий театр                                                                 |
| Найкраща режисерська робота                     | • Роман Віктюк — «Дама без камелій». Національний академічний театр російської драми імені Лесі Українки                                       | | |
| Найкраща режисерська робота                     | • Владислав Пазі — «Запрошення до замку». Національний академічний театр російської драми імені Лесі Українки                                  | | |
| Найкраща сценографія                            | ★ Андрій Александрович-Дочевський — «Хто зрадив Брута?». Національний академічний драматичний театр імені Івана Франка                         | ★ Андрій Александрович-Дочевський — «Хто зрадив Брута?». Національний академічний драматичний театр імені Івана Франка                                  | ★ Андрій Александрович-Дочевський — «Хто зрадив Брута?». Національний академічний драматичний театр імені Івана Франка                                  |
| Найкраща сценографія                            | • Володимир Боєр — «Дама без камелій». Національний академічний театр російської драми імені Лесі Українки                                     | | |
| Найкраща сценографія                            | • Ігор Лещенко та Маргарита Сойфертіс — «Антігона». Театр-студія «Театральний клуб»                                                            | | |
| Найкраще виконання чоловічої ролі               | | ★ Євген Смирнов — за роль Кандіда у виставі «Кандід», Національний академічний театр російської драми імені Лесі Українки                               | ★ Євген Смирнов — за роль Кандіда у виставі «Кандід», Національний академічний театр російської драми імені Лесі Українки                               |
| Найкраще виконання чоловічої ролі               | • Богдан Бенюк — за роль Калитки у виставі «Сто тисяч», Національний академічний драматичний театр імені Івана Франка                          | | |
| Найкраще виконання чоловічої ролі               | • Олег Ісаєв — за роль Рона у виставі «Дама без камелій», Національний академічний театр російської драми імені Лесі Українки                  | | |
| Найкраще виконання жіночої ролі                 | | ★ Ада Роговцева — за роль Паоли у виставі «Дама без камелій», Національний академічний театр російської драми імені Лесі Українки                       | ★ Ада Роговцева — за роль Паоли у виставі «Дама без камелій», Національний академічний театр російської драми імені Лесі Українки                       |
| Найкраще виконання жіночої ролі                 | • Наталя Сумська — за роль Жанни д'Арк у виставі «Біла ворона», Національний академічний драматичний театр імені Івана Франка                  | | |
| Найкраще виконання жіночої ролі                 | • Лідія Яремчук — за роль Медеї у виставі «Угорська Медея», Київська академічна майстерня театрального мистецтва «Сузір'я»                     | | |
| Найкраще виконання чоловічої ролі другого плану | | ★ Михайло Аугуст — за ролі у виставі «І сказав Б...», Київський національний академічний Молодий театр                                                  | ★ Михайло Аугуст — за ролі у виставі «І сказав Б...», Київський національний академічний Молодий театр                                                  |
| Найкраще виконання чоловічої ролі другого плану | • Олександр Бондаренко — за роль Максиміліана у виставі «Кандід», Національний академічний театр російської драми імені Лесі Українки          | | |
| Найкраще виконання чоловічої ролі другого плану | • Василь Мазур — за роль Клима у виставі «Сто тисяч», Національний академічний драматичний театр імені Івана Франка                            | | |
| Найкраще виконання жіночої ролі другого плану   | | ★ Надія Кондратовська — за роль мадемуазель Капюла у виставі «Запрошення до замку», Національний академічний театр російської драми імені Лесі Українки | ★ Надія Кондратовська — за роль мадемуазель Капюла у виставі «Запрошення до замку», Національний академічний театр російської драми імені Лесі Українки |
| Найкраще виконання жіночої ролі другого плану   | • Віра Придаєвич — за роль пані Демерморт у виставі «Запрошення до замку», Національний академічний театр російської драми імені Лесі Українки | | |
| Найкраще виконання жіночої ролі другого плану   | • Мальвіна Швідлер — за роль пані Номзен у виставі «Метеор». Національний академічний театр російської драми імені Лесі Українки               | | |
| Найкращий дебют                                 | | ★ Лесь Подерв'янський — сценографія вистави «Оргія». Київський академічний театр юного глядача на Липках                                                | ★ Лесь Подерв'янський — сценографія вистави «Оргія». Київський академічний театр юного глядача на Липках                                                |
| Найкращий дебют                                 | • Сергій Кляпньов — режисура вистави «Войцек». Київський академічний театр юного глядача на Липках                                             | | |
| Найкращий дебют                                 | • Юрій Одинокий — режисура та сценографія вистави «Полонений тобою». Київський академічний театр драми і комедії на лівому березі Дніпра       | | |

### Номінації від Організаційного комітету
- Премію за вагомий внесок у розвиток театрального мистецтва вручили Сергію Данченку, Данилові Лідеру та Богдану Ступці.